# Gianluigi Aponte
Gianluigi Aponte, né en 1940 à Sorrente (Italie), est un entrepreneur et milliardaire italien, fondateur et propriétaire de la société MSC, le plus grand armateur de porte-conteneurs du monde et numéro quatre international des croisières.
En 2024, la fortune de Gianluigi Aponte et de son épouse Rafaela a été estimée à 66,2 milliards de dollars, les plaçant au 48e rang des personnes les plus riches du monde selon le classement Forbes.

## Biographie
Depuis de très nombreuses générations, les Aponte sont marins, propriétaires de petits bateaux transportant des personnes et des marchandises entre Naples et Sorrente.
Gianluigi Aponte est né en 1940 à Sorrente. Il est le fils unique de Aniello Aponte et de Gina Gatti.
Pendant  la Seconde Guerre mondiale, les parents de Gianluigi déménagent en Somalie italienne, où ils gèrent un hôtel.
En 1945, le père de Gianluigi meurt à l’âge de trente-cinq ans. La mère et le fils, âgé de cinq ans, reviennent à Sorrente où son oncle Giovanni donne au jeune garçon la passion pour la mer. Il reçoit une formation à l’Institut technique nautique « Nino Bixio » situé à Piano di Sorrente.
Naturellement, Gianluigi devient marin. Il travaille sur les navires de la flotte de Achille Lauro. Il accède progressivement au rang d’officier et obtient sa qualification de capitaine. C’est en cette qualité de capitaine d'un ferry assurant la liaison entre Naples et Capri, qu’il rencontre Rafaela Diamant, fille d’un riche banquier suisse. Il l’épouse, ce qui sera déterminant dans son ascension sociale. Dans un premier temps il travaille à Genève dans la société d’investissement IOS (Investors Overseas Services) de Bernie Cornfeld.
Nostalgique de la mer, Guianluigi revient en Italie. En 1969, il parvient, grâce au financement de la mère de Rafaela, à acheter son premier navire, un vieux cargo allemand de quinze ans, le Patricia. Pour cela, il investit 5 000 $, les 275 000 $ restants étant des dettes. Le couple Aponte fonde la société Aponte Shipping Company, et commence le transport régulier de marchandises entre l’Europe et l'Afrique, via la mer Rouge, notamment à destination de la Somalie.
C'est grâce à cette formule d’achat à crédit de cargos d’occasion, et des tarifs bas à ses clients, ce qui attire beaucoup de marchandises, que se construit la fortune des Aponte.
Dans les années 1980, il vend sa flotte de vingt cargos, pour se lancer dans le transport par conteneurs.
Ce n’est qu’en 1996 que l’étape de la construction de nouveaux navires a suivi.
En 2023, Gianluigi Aponte a témoigné en tant que personne informée des faits dans une enquête sur la corruption impliquant des hauts responsables en Ligurie, dont le président de la région, Giovanni Toti.

## Famille
La famille de Gianluigi Aponte est largement impliquée dans la gestion de MSC : son épouse Rafaela Aponte (née Diamant) est cofondatrice de la société et chargée de la décoration des paquebots ; son fils Diego est responsable des porte-conteneurs, des terminaux portuaires et de la compagnie aérienne interne MSC Aviation ; son gendre Pierfrancesco Vago, des croisières et des ferrys ; sa fille Alexa, des finances ; sa belle-fille Ela, de l’achat et de la vente des cargos, ainsi que des relations avec les banques.
Alexis Kohler, secrétaire général de l'Élysée sous la présidence d’Emmanuel Macron, est apparenté à la famille Aponte (sa mère est la cousine germaine de Rafaela). Il a été mis en examen pour des faits en lien avec la société MSC, qu’il avait rejointe en 2016 en tant que directeur financier.